# Vermilion River (Crane Lake)
Der Vermilion River ist ein Fluss im Nordosten des US-Bundesstaats Minnesota.
Der Vermilion River bildet den Abfluss des Sees Vermilion Lake. Er verlässt diesen am Vermilion Dam und fließt in überwiegend nördlicher Richtung durch das St. Louis County zum Crane Lake. Dabei nimmt er den von links kommenden Nebenfluss Pelican River auf und legt eine Strecke von etwa 60 km zurück. Der Crane Lake ist über die King William Narrows mit dem Sand Point Lake verbunden und fließt über das Seensystem von Namakan Lake und Rainy Lake ab. Der Vermilion Lake entwässert ein Areal von etwa 2350 km². Sein mittlerer Abfluss beträgt 18 m³/s.